# Athis-Mons
Athis-Mons ist eine französische Stadt mit 36.451 Einwohnern (Stand 1. Januar 2022) im Département Essonne in der Region Île-de-France. Sie gehört zum Arrondissement Palaiseau und ist Teil der Gemeindeverbände Métropole du Grand Paris und Grand-Orly Seine Bièvre.

## Geografie
Die Stadt Athis-Mons liegt 15 Kilometer südlich des Pariser Stadtzentrums und ist damit Teil des sehr dicht besiedelten Pariser Umlandes.
In Athis-Mons mündet die Orge linksseitig in die Seine. Topografisch lässt sich das Gemeindegebiet in drei Abschnitte einteilen: das Tal der Seine (le Val de Seine, 32 bis 35 m), die Hänge (le Coteau, 35 bis 80 m) und das Plateau (80 bis 92 m), das zwei Drittel der 8,56 km² umfassenden Gemeindefläche einnimmt. Im Norden hat die Gemeinde einen Anteil am Flughafen Paris-Orly mit Versorgungseinrichtungen wie einem Tanklager, einem Kontrollzentrum und Wartungshallen.
Das Stadtgebiet von Mons-Athis ist in fünf Bezirke (quartiers) gegliedert:
- Le Centre Ville
- Mons / Plaine-Basse
- Le Val
- Le Plateau
- Le Noyer Renard

Nachbargemeinden von Athis-Mons sind Villeneuve-le-Roi im Norden, Ablon-sur-Seine im Nordosten, Vigneux-sur-Seine im Osten, Draveil im Südosten, Juvisy-sur-Orge im Süden, Savigny-sur-Orge im Südwesten sowie Paray-Vieille-Poste im Westen.

## Geschichte
Der Name Athis-Mons entstand bei der Fusion von Athis und Mons-sur-Orge am 6. August 1817. Athis wird vom gallischen Wort attegia (= Hütte) hergeleitet, Mons kommt vom lateinischen Begriff Mont (= Berg, Hügel).
Zur Zeit der Normanneneinfälle in der zweiten Hälfte des 9. Jahrhunderts taucht erstmals das lateinische Attégia auf und bezog sich auf die aus Zweigen gebauten Hütten an den Hängen der Seine. Im zehnten Jahrhundert wurde das Dorf Mons-sur-Orge erstmals in einer Urkunde erwähnt, in der dem Kloster Saint-Magloire in Paris von König Hugo Capet und seinem Sohn Robert II. der Besitz von Ländereien um Mons bestätigt wurde. In dieser Urkunde ist auch von einem „produktiver Weinberg“ die Rede.

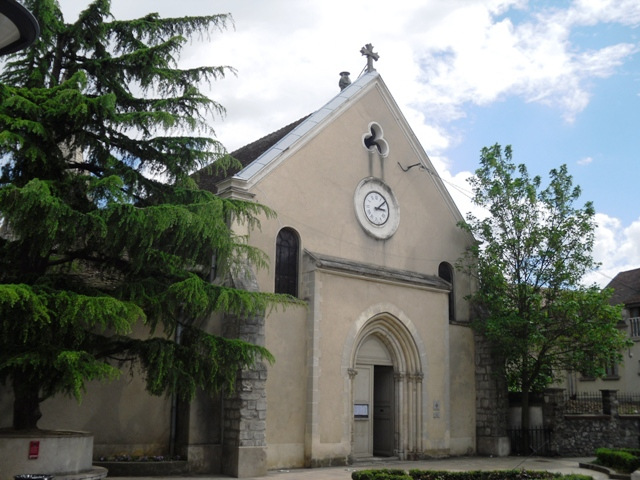
Kirche Saint-Denis

1140 gründete die königliche Pariser Abtei Saint-Victor in Athis die Kirche Saint-Denis, deren erhaltener Turm heute noch ein Wahrzeichen der Stadt ist.
Im Jahr 1305 ging Athis in die französische Geschichte ein. Am 23. Juni wurde hier der Vertrag von Athis-sur-Orge geschlossen, ein Friedenspapier zwischen Frankreich und Flandern nach der Schlacht von Mons-en-Pévèle. Vertragspartner waren König Philipp der Schöne und Graf Robert III. von Flandern. Als Ergebnis wurde zwar die flämische Unabhängigkeit anerkannt, die Städte Lille, Douai und Béthune gingen aber in französischen Besitz über.
Das Dorf blieb lange Zeit ländlich geprägt. Auf dem Plateau betrieb man Landwirtschaft, die Seine- und Orgehänge waren mit Reben bepflanzt. Es gab Bauernhöfe, Scheunen, ein Lavoir und einige Brunnen im Ort. Die Ruhe trotz der unmittelbaren Nähe zur Großstadt Paris zog Adlige, Offiziere, Künstler und Wissenschaftler an.

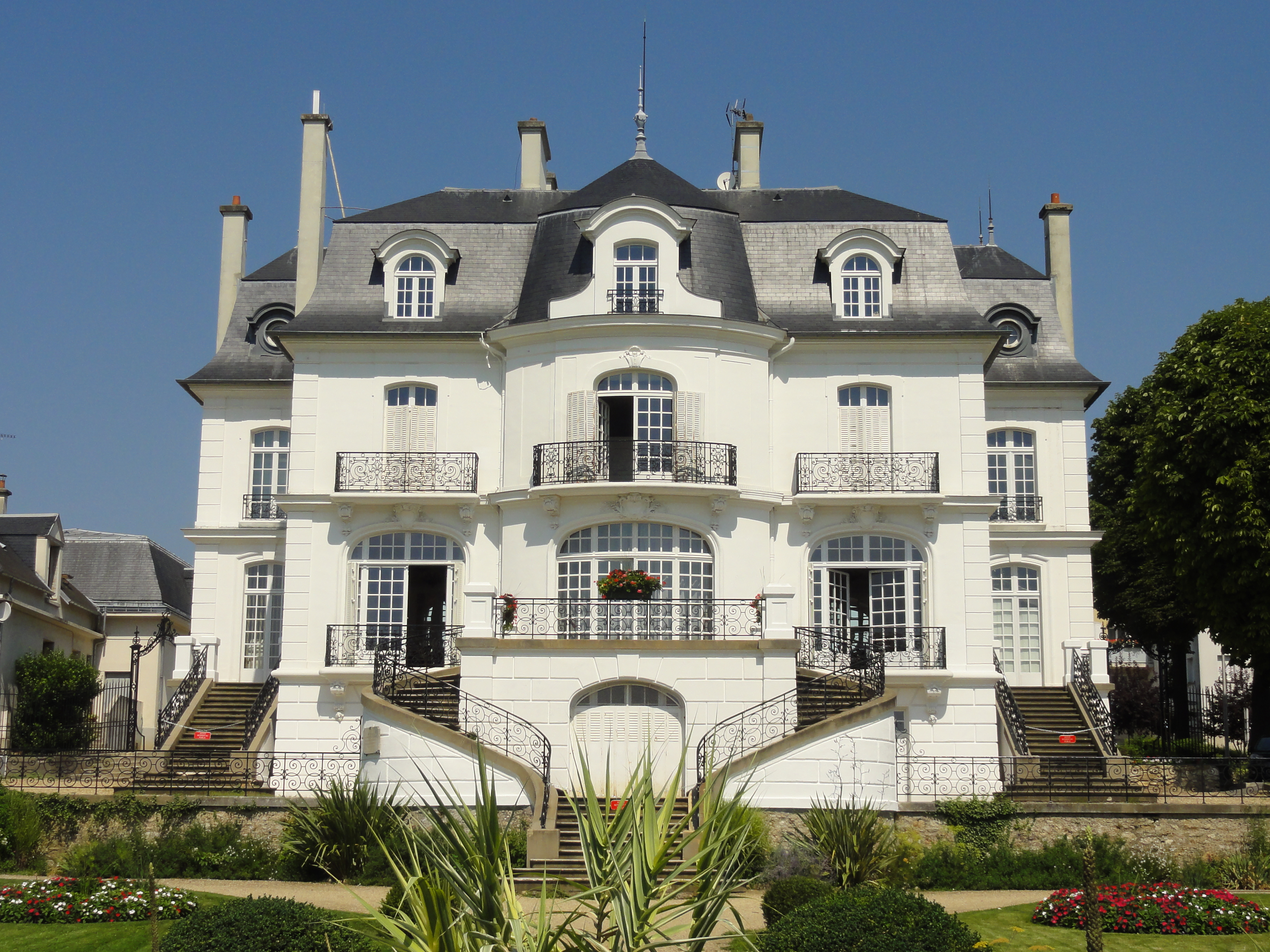
Rathaus (mairie) von Athis-Mons

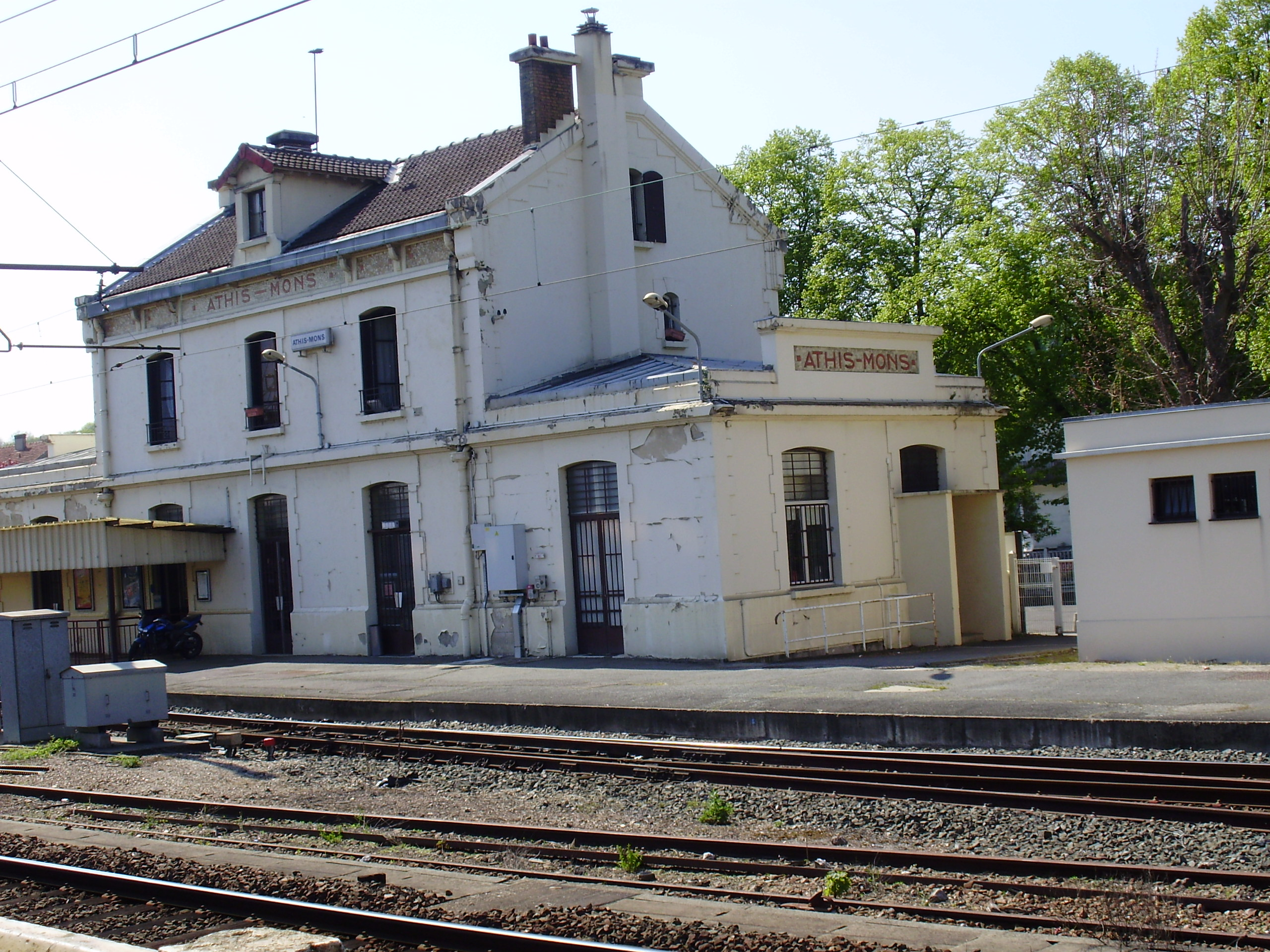
Altes Bahnhofsgebäude von Athis-Mons

Zu ihnen gehörte das Gründungsmitglied der Académie française Valentin Conrart, der erste französische Professor für Experimentalphysik Abbé Nollet sowie Baron Corvisart, der Leibarzt Napoleons. Das heutige Rathaus (Hôtel de ville) war einst die Residenz von Baron Courcel, dem französischen Botschafter in Berlin, der hier auch Bismarck empfing.
1841 wurde mit dem Bau der Bahnlinien von Paris über Orléans nach Süden und von Paris über Lyon nach Marseille begonnen, die im Seinetal ihren Ausgang nahmen. Die Anlage des Güterbahnhofes, der sich nach Süden bis Juvisy-sur-Orge erstreckt, dauerte aber noch bis 1864, der Personenbahnhof wurde erst 1884 fertiggestellt. Durch den Bahnanschluss siedelten sich Bewohner aus Paris in einem 1891 dafür errichteten Viertel (le cottage) an.
In der Zeit der Industrialisierung und durch die Landflucht stiegen die Einwohnerzahlen in den Pariser Vororten rapide an. So wuchs die Bevölkerung von Athis-Mons von 1.600 im Jahr 1898 auf über 10.000 im Jahr 1939. Die landwirtschaftlich nutzbaren Flächen verschwanden allmählich zugunsten neuer Arbeiterviertel auf dem Plateau, an den Seinehängen entstanden Sommerfrischen betuchter Pariser.
Die Entwicklung der Ausdehnung wurde durch die Weltwirtschaftskrise und den Zweiten Weltkrieg unterbrochen. Bei einem Luftangriff der Alliierten am 18. April 1944 auf die Bahnhofsanlagen von Athis-Mons und Juvisy-sur-Orge kamen in beiden Städten 355 Zivilisten ums Leben. Ganze Stadtviertel waren unbewohnbar, in Mons-Athis allein 800 Gebäude.
Der Wiederaufbau der zerstörten Viertel fand hauptsächlich zwischen 1958 und 1962 statt. Es entstanden damals 1450 Wohnungen in standardisierter Bauweise, in die hauptsächlich Beamte und Algerien-Heimkehrer einzogen.
Während der Unruhen in Frankreich 2005 kam es auch in Mons-Athis zu Ausschreitungen.
Seit 2010 laufen Planungen, das gesamte Stadtviertel Noyer Renard in Zusammenarbeit mit der Agence nationale pour la rénovation urbaine (ANRU), der Nationalen Agentur für Stadterneuerung, umzugestalten.

### Bevölkerungsentwicklung
In den 1970er Jahren wurde eine Einwohnerzahl von 30.000 erreicht, die seitdem relativ konstant blieb. Ein Ausbau der Stadt in die Breite ist nicht mehr möglich, die bebaute Fläche reicht längst bis an die Grenzen der Stadt und geht dort nahtlos in die Siedlungsfläche der Nachbarorte über. Im Norden sind der Bebauung durch das Flughafenareal Grenzen gesetzt, innerstädtisch stehen kaum mehr Bauflächen zur Verfügung. Lediglich zwei Grünstreifen von je einem Kilometer Länge und etwa 200 m Breite blieben an den Steilhängen der Orge bestehen.
| Jahr                       | 1962   | 1968   | 1975   | 1982   | 1990   | 1999   | 2011   | 2021   |
| Einwohner                  | 24.004 | 27.640 | 30.737 | 28.496 | 29.123 | 29.427 | 29.836 | 36.222 |
| Quellen: Cassini und INSEE |        |        |        |        |        |        |        |        |

## Sehenswürdigkeiten

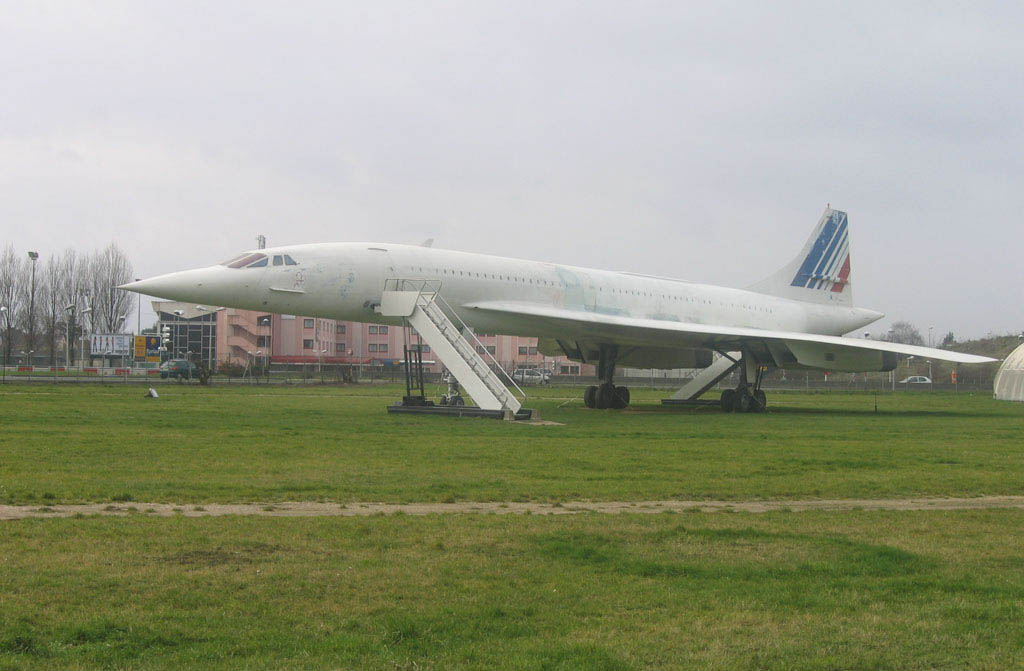
Concorde am Delta-Museum

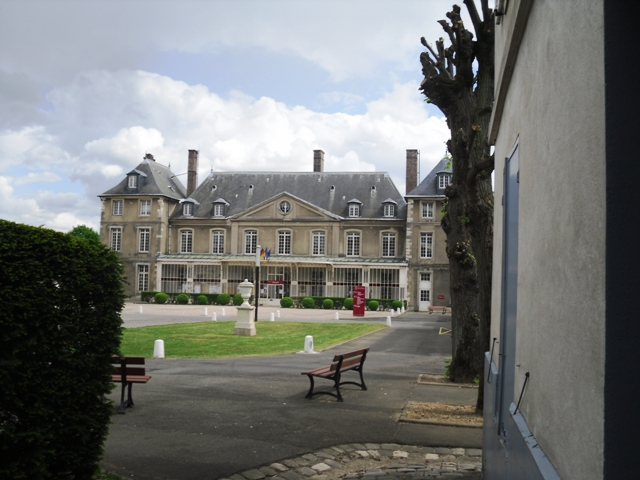
Schloss Athis, heute Schulgebäude

Im Nordwesten der Stadt an der Grenze zum Flughafengelände ist eine Concorde ausgestellt, die mittwochs und samstags auch von innen besichtigt werden kann. Sie gehört zum Komplex eines Museums, das verschiedene Exponate zum Thema Deltaflügel ausstellt.

### Bauwerke
- Kirche Saint-Denis aus dem 12. Jahrhundert, Monument historique[5]
- Kirche Notre-Dame-de-la-Voie
- Kirche Sainte-Geneviève
- Kapelle Notre-Dame-de-l’Air
- Moschee
- Synagoge Beth Gabriel
- Schloss Athis (Château d’Athis) aus dem 17. Jahrhundert, heute Teil des Schulkomplexes Groupe scolaire Saint-Charles d’Athis-Mons, Monument historique[6]
- Kirche Notre-Dame-de-la-Voie
- Waschhaus in Mons aus dem 18. Jahrhundert

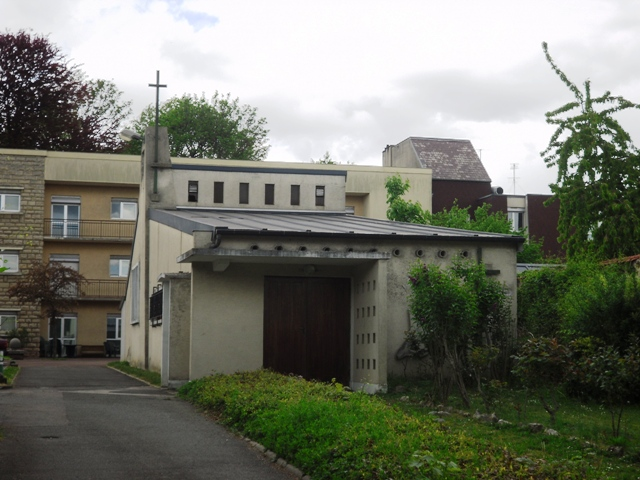
Sainte-Geneviève
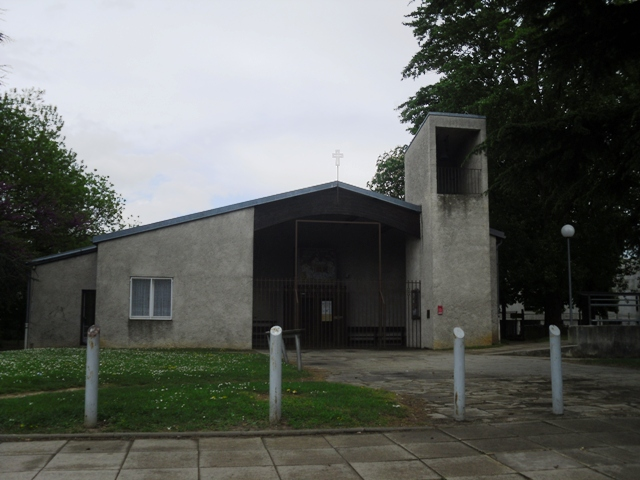
Notre-Dame-de-l’Air
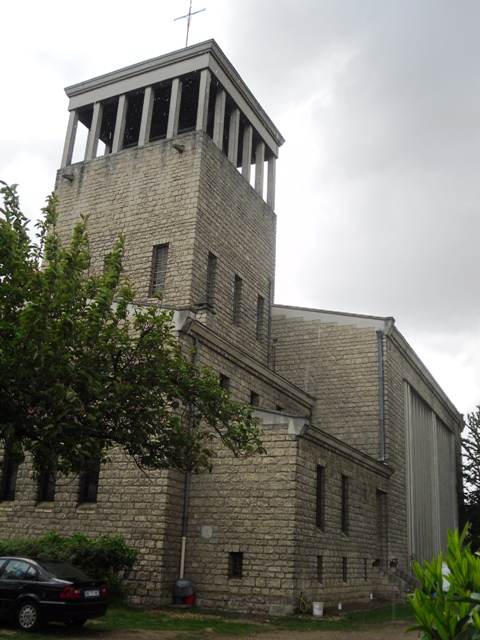
Notre-Dame-de-la-Voie
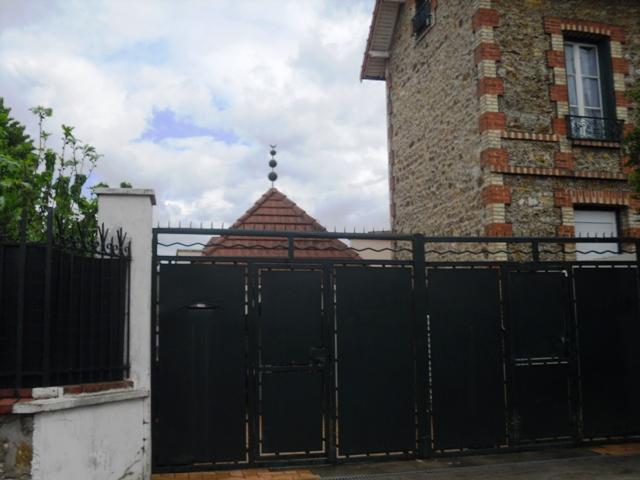
Moschee

## Städtepartnerschaften
- Rothenburg ob der Tauber, Deutschland, seit 1976
- Sora, Italien, seit 1992
- Ballina, Irland, seit 1993
- Sinaia, Rumänien, seit 1994
- Filingué, Niger, seit 1997

## Wirtschaft und Infrastruktur
Trotz vieler Pendler, die in Paris arbeiten, ist Athis-Mons ist keine reine Schlafstadt. Größter Arbeitgeber ist der unmittelbar nördlich der Stadt gelegene Flughafen Paris-Orly. Daneben bieten zahlreiche mittelständische Industrie- und Dienstleistungsunternehmen im Stadtgebiet Arbeitsmöglichkeiten. Die Stadt verfügt über zwei ausgewiesene Gewerbegebiete: les Guyards im Norden und Édouard Vaillant im Südosten nahe dem Bahnhof.

### Verkehrsanbindung
Athis-Mons ist über die Linie C des Schnellbahnnetzes der Réseau express régional d’Île-de-France (RER) an die Pariser Innenstadt angeschlossen.
Die Linie 7 der Pariser Straßenbahn verbindet den südlichsten Punkt der Pariser Metro, Villejuif – Louis Aragon, mit dem Flughafen Paris-Orly und Athis-Mons (seit November 2013).
Für den Individualverkehr ist die Straße D 5 / D 117 die wichtigste Verbindung von und nach Athis-Mons. Die Straße verbindet in einem Bogen um den Flughafen Orly die Périphérique de l’Ile-de-France (A 86) mit der nach Süden führenden Autobahn Paris–Lyon (A 6).

### Bildung
Athis-Mons ist Standort dreier Gymnasien, mehrerer staatlicher und privater Grundschulen sowie zahlreicher Kindergärten.

### Sport

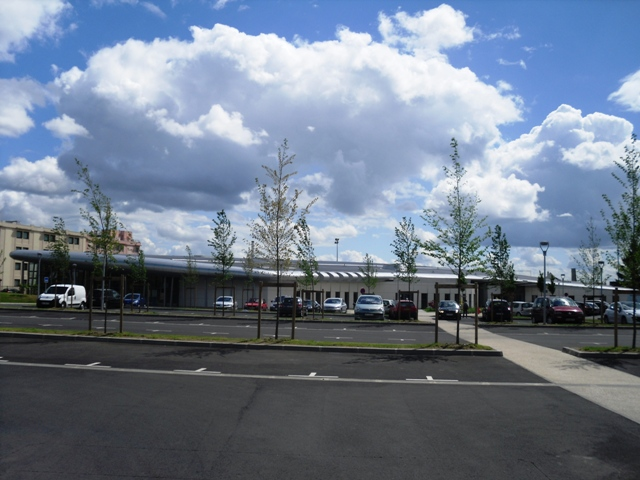
Eingang zum Centre Aquatique

Die Stadt Athis-Mons verfügt über zahlreiche Sportstätten. Dazu gehören das Centre Aquatique mit drei Schwimmbecken, Tennisplätze, eine Leichtathletikbahn, eine Kegelbahn, zwei Fußballplätze, ein Basketballfeld, ein Schießstand für Bogenschützen und zwei Rugbyplätze. Zu den größeren Bauprojekten der Stadt zählt der Neubau eines Rugbystadions.

## Persönlichkeiten
- Nicolas-Roland Payen (1914–2004), Luftfahrtpionier und Erfinder des Deltaflügels
- Jacques Vidal (* 1949), Jazzmusiker
- Marie-Noëlle Lienemann (* 1951), Politikerin, von 1989 bis 2001 Bürgermeisterin von Mons-Athis